# Anastasis
Anastasis  è l'ottavo album in studio del gruppo musicale australiano Dead Can Dance, pubblicato il 13 agosto 2012 dalla PIAS Recordings.

## Descrizione
Il disco rappresenta la prima pubblicazione di materiale inedito a distanza a sedici anni da Spiritchaser e contiene otto brani caratterizzati dal contrasto tra la voce lenta e profonda di Brendan Perry e quella più variegata di Lisa Gerrard, la quale esegue diverse sperimentazioni (tra cui  melodie ispirate alla musica mediorientale in Anabasis).

## Tracce
1. Children of the Sun – 7:33
2. Anabasis – 6:50
3. Agape – 6:54
4. Amnesia – 6:36
5. Kiko – 8:01
6. Opium – 5:44
7. Return of the She-King – 7:51
8. All in Good Time – 6:37

## Formazione
- Dead Can Dance – voci, strumentazione, produzione
- Aidan Foley – mastering
- David Kuckhermann – daf (traccia 6)

## Classifiche
| Classifica (2012) | Posizione massima |
| ----------------- | ----------------- |
| Austria           | 24                |
| Belgio (Fiandre)  | 11                |
| Belgio (Vallonia) | 5                 |
| Francia           | 13                |
| Germania          | 7                 |
| Italia            | 13                |
| Paesi Bassi       | 6                 |
| Regno Unito       | 68                |
| Spagna            | 85                |
| Svizzera          | 15                |